# Eberhard Freiherr von Medem
Eberhard Kurt Hermann Georg Freiherr von Medem (* 29. Dezember 1913 in Beeskow (Mark); † 19. Januar 1993 in Düsseldorf) war ein deutscher Verwaltungsjurist.

## Werdegang
Freiherr von Medem, der Sohn von Walter von Medem, war von 1935 bis 1939 Gerichtsreferendar im Kammergerichtsbezirk Berlin. Außerdem war er seit 1935 Sekretär von Carl Schmitt beim Bund Nationalsozialistischer Deutscher Juristen. Nach Wehrdienst (1939–40) kam er 1940 zur Regierung des Generalgouvernements Krakau, wo er 1943–1944 Regierungsrat und Personalamtsleiter im Staatssekretariat war. 1944 wurde er zum Kriegsdienst eingezogen und geriet in Gefangenschaft, aus der er 1949 heimkehrte. 1950 wurde er Referent bei der Deutschen Forschungsgemeinschaft. 1954 wechselte er in das Kultusministerium des Landes Nordrhein-Westfalen, wurde dort 1956 zum Regierungsdirektor, 1957 zum Ministerialrat und 1960 zum Ministerialdirigenten ernannt. Ab 1961 war er Kanzler der Universität Bonn. Von 1965 bis 1968 war er Beauftragter des Landes Nordrhein-Westfalen für die Organisations- und Verwaltungsplanung der Universität im ostwestfälischen Raum und Mitglied des Gründungsausschusses der Universität Bielefeld. 1969 ging er als Ministerialdirigent in die Staatskanzlei. 1970 kehrte er als Ministerialdirigent in das Kultusministerium zurück und wurde noch im gleichen Jahr Ministerialdirigent im neu geschaffenen Ministerium für Wissenschaft und Forschung. 1978 trat er in den Ruhestand.
Eberhard Freiherr von Medem war Verwalter des beim Hauptstaatsarchiv Düsseldorf lagernden schriftlichen Nachlasses von Carl Schmitt und 1991 Herausgeber von dessen Glossarium. Aufzeichnungen der Jahre 1947–1951.

## Ehrungen
- 1973: Verdienstkreuz 1. Klasse der Bundesrepublik Deutschland
- 1978: Großes Verdienstkreuz der Bundesrepublik Deutschland[3]
- 1979: Ehrenbürger der Universität Bonn
- 1979: Universitätsmedaille der Universität Köln
- 1983: Ehrensenator der Universität Bielefeld
- 1989: Verdienstorden des Landes Nordrhein-Westfalen[4]